# Asphodeloideae
Die Asphodeloideae sind eine Unterfamilie aus der Familie der Affodillgewächse (Asphodelaceae) in der Ordnung der Spargelartigen (Asparagales) innerhalb der Einkeimblättrigen Pflanzen (Monokotyledonen). Sie wurden früher der Familie der Liliengewächse (Liliaceae) oder der Grasbaumgewächse (Xanthorrhoeaceae) zugeordnet. Einige Arten sind Arzneipflanzen – so Aloe vera. Viele Arten und ihre Sorten werden als Zierpflanzen in Parks, Gärten und Räumen genutzt.

## Beschreibung

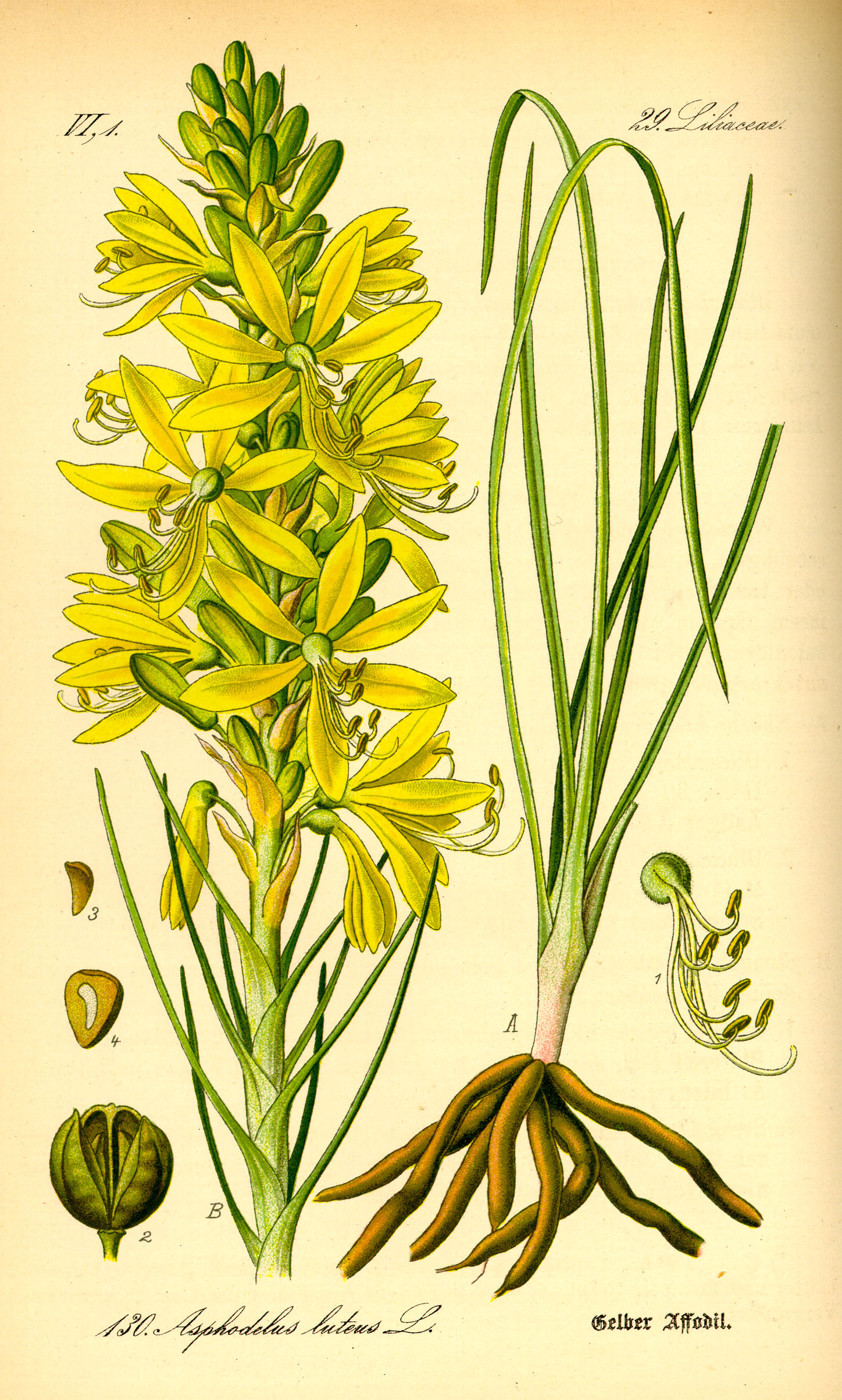
Illustration der Gelben Junkerlilie (Asphodeline lutea)

### Vegetative Merkmale
Es sind meist ausdauernde, krautige Pflanzen, die oft Rhizome als Überdauerungsorgane ausbilden. Einige Taxa sind Sukkulenten, selten sind es baumförmige Pflanzen.
Die Laubblätter sind wechselständig und überwiegend spiralig in Blattrosetten angeordnet; meist sind Rosetten grundständig aber bei baumartigen Arten endständig und schopfartig. Die einfachen und parallelnervigen Laubblätter sind krautig oder ledrig.

### Generative Merkmale
Die Blüten stehen meist in der Achsel von Hochblättern in endständigen Trauben oder Ähren zusammen. Die Blüten sind wie bei den meisten Einkeimblättrigen dreizählig, es sind also sechs Blütenhüllblätter vorhanden. Sie sind gleich oder verschieden geformt und frei oder verwachsen. Es sind zwei Kreise mit freien, fertilen Staubblättern vorhanden. Die drei Fruchtblätter sind zu einem oberständigen Fruchtknoten verwachsen.
Die Blütenformel lautet:
{\displaystyle \star P_{3+3}\;A_{3+3}\;G_{\underline {(3)}}}
Es werden Kapselfrüchte gebildet.

### Inhaltsstoffe
Anthracenderivate (Anthranoide, Anthraglykoside) sind meist in sogenannten Aloinzellen – anthranoidhaltigen parenchymatischen Zellen – enthalten, die die Phloemseite der Blattleitbündel umgeben; Steroidsaponine fehlen nahezu.

## Systematik und Verbreitung
Die Unterfamilie der Affodillgewächse enthält etwa 15 Gattungen und ungefähr 800 Arten. Die Verbreitung ist altweltlich, mit Schwerpunkten in Afrika und da besonders in der Capensis; ein weiterer Schwerpunkt reicht vom Mittelmeergebiet bis Zentralasien. Als Besonderheit in der Verbreitung ist die Gattung Bulbinella in Neuseeland beheimatet.
Die molekulargenetischen Untersuchungen in den letzten gut zehn Jahren haben dazu geführt, dass die Familiengrenzen innerhalb der Ordnung der Spargelartigen (Asparagales) sich stark verschoben haben. Die Systematik dieser Gattungen, Unterfamilien, Familien wurde lange diskutiert, so wird man in der Literatur oft auf scheinbare Ungereimtheiten stoßen. Hier dargestellt ist die Systematik nach Mark W. Chase u. a. 2009. Die Familie der Grasbaumgewächse (Xanthorrhoeaceae Dum.) wurde um die Taxa der ehemaligen Familien Affodillgewächse (Asphodelaceae) und Tagliliengewächse (Hemerocallidaceae) erweitert. Die ehemalige Familie Asphodelaceae Juss. ist auf den Rang einer Unterfamilie Asphodeloideae Burnett zurückgestuft.

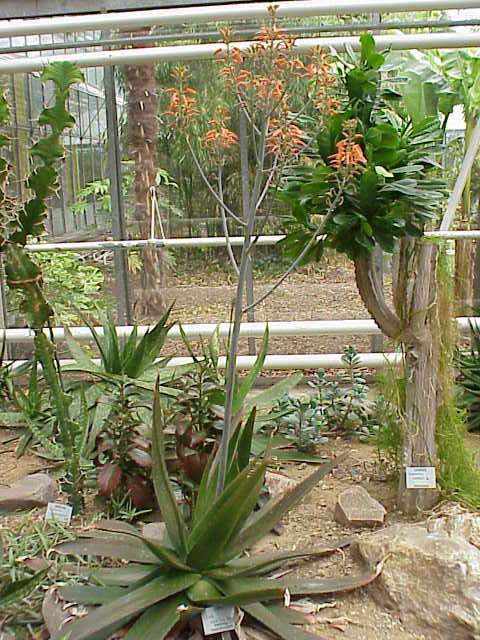
Aloe lateritia

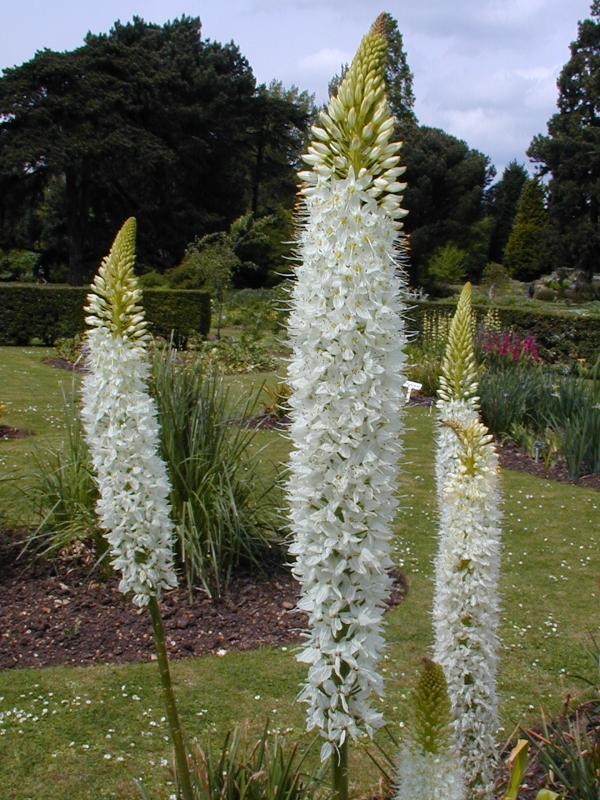
Eremurus himalaicus

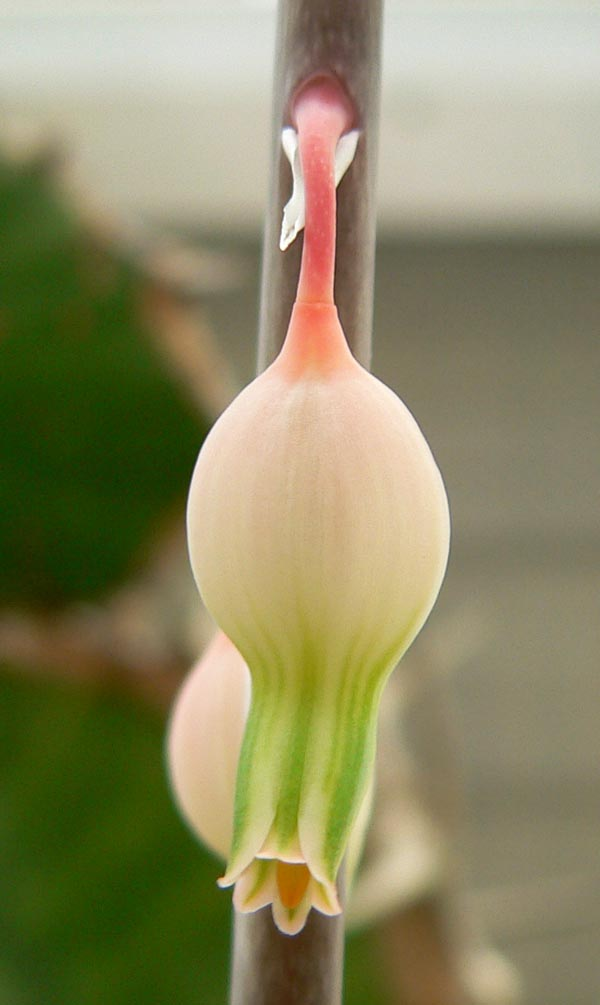
Gasteria bicolor

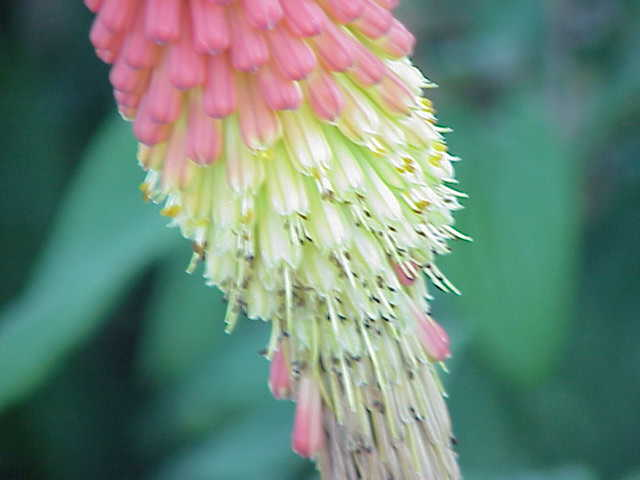
Kniphofia-Hybride

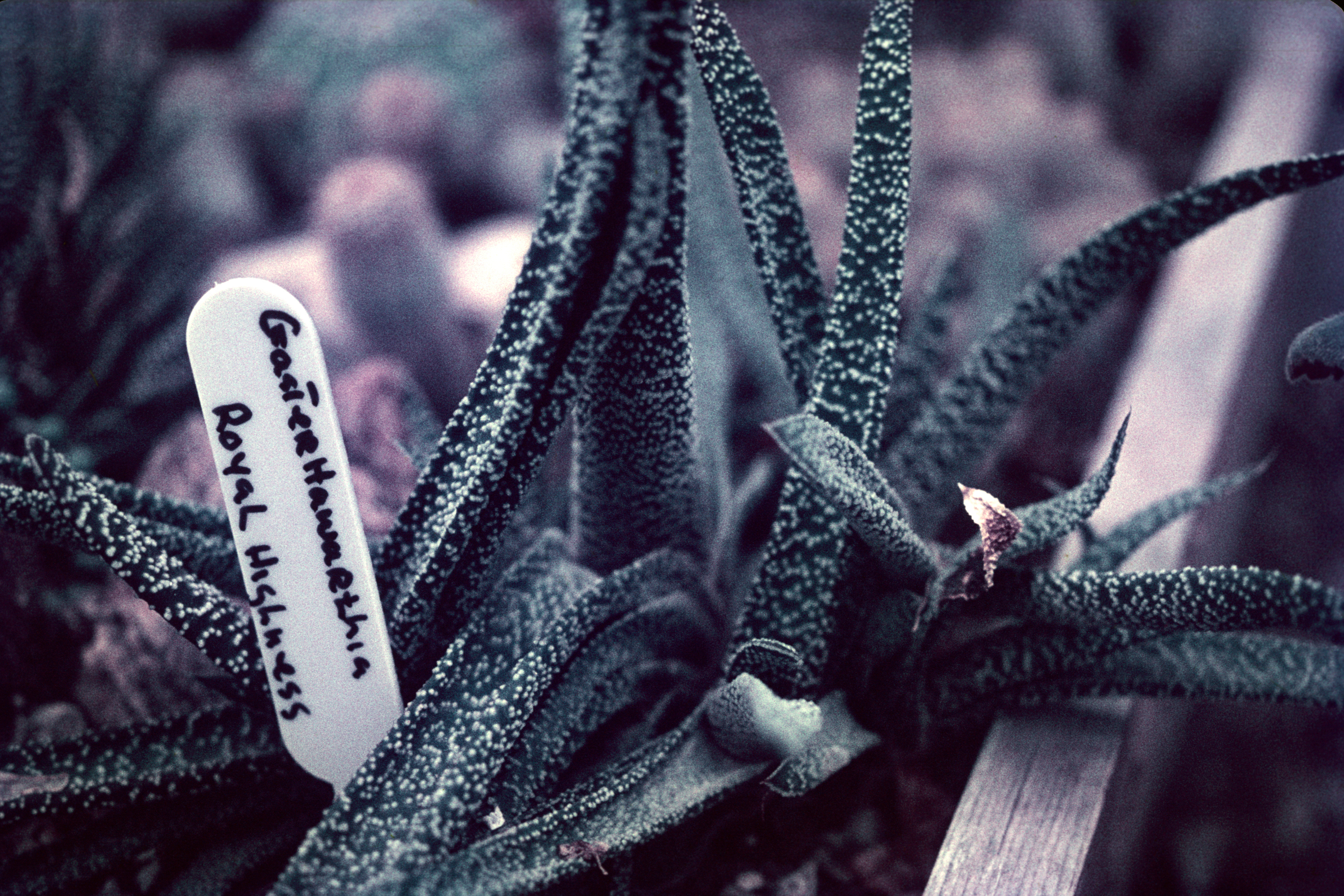
×Gasterhaworthia 'Royal Highness'

Die Erstveröffentlichung von Asphodelaceae erfolgte 1789 durch Antoine Laurent de Jussieu in Genera Plantarum . S. 51 unter dem Namen „Asphodeli“. Asphodeloideae wurde 1835 von Gilbert Thomas Burnett in Outlines of Botany. S. 427 veröffentlicht. Typusgattung ist Asphodelus L.
Aufgrund neuerer phylogenetischer Untersuchungen schlugen Olwen Megan Grace und Mitarbeiter Anfang 2013 verschiedene taxonomische Änderungen vor. Die Arten der Gattung Chortolirion werden in die Gattung Aloe einbezogen, Aloe plicatilis wird in die monotypische Gattung Kumara Medik. (1786) zurückverwiesen. In die neue Gattung Aloidendron (A.Berger) Klopper & Gideon F.Sm. werden sechs baumförmige Aloen und in die neue Gattung Aloiampelos Klopper & Gideon F.Sm. sieben hauptsächlich kletternden Aloen ausgegliedert.
Die Unterfamilie Asphodeloideae enthält etwa 15 Gattungen:
- Aloidendron (A.Berger) Klopper & Gideon F.Sm.: Sie enthält etwa sechs Arten, die vor 2013 zur Gattung Aloe gehörten. Das Verbreitungsgebiet ist hauptsächlich das südliche Afrika, nur eine Art kommt in Somalia vor.
- Aloiampelos Klopper & Gideon F.Sm.: Sie enthält etwa sieben Arten, die vor 2013 zur Gattung Aloe gehörten. Alle sieben Arten sind Florenelemente der Capensis und kommen nur in den südafrikanischen Provinzen Westkap und Ostkap vor; nur eine Art reicht auch bis Eswatini.
- Aloen (Aloe L., einschließlich Lomatophyllum Willd. und Chortolirion A.Berger): Die etwa 500 Arten sind hauptsächlich im südlichen Afrika sowie in Ostafrika und vorgelagerten Inseln wie Madagaskar sowie die Maskarenen und im Südwesten der Arabischen Halbinsel verbreitet.
- Junkerlilien (Asphodeline Rchb.): Die etwa 17 Arten kommen hauptsächlich im Mittelmeerraum vor.
- Affodill (Asphodelus L.): Die etwa 16 Arten kommen vom Mittelmeerraum bis Indien und in den südlich angrenzenden Wüsten vor.
- Astroloba Uitewaal: Die etwa sechs Arten sind Florenelemente der Capensis und kommen nur in den südafrikanischen Provinzen Westkap und Ostkap vor.
- Bulbine Wolf: Die 50 bis 60 Arten kommen hauptsächlich im tropischen und südlichen Afrika vor; einige Arten in Australien.
- Bulbinella Kunth: Von den etwa 23 Arten sind 14 in der Capensis, die meisten anderen auf Neuseeland beheimatet.
- Steppenkerzen (Eremurus M.Bieb.): Die etwa 40 bis 45 Arten kommen im zentralen und westliche Asien, oft in gebirgigen Gebieten vor.
- Gasteria Duval: Die etwa 22 Arten kommen in der Capensis vor.
- Haworthia Duval: Die etwa 144 Arten sind im südlichen Afrika verbreitet.
- Jodrellia Baijnath: Die nur drei Arten sind von Zentral- bis Nordostafrika verbreitet.
- Fackellilien (Kniphofia Moench): Die etwa 65 bis 70 Arten kommen hauptsächlich im tropischen und südlichen Afrika vor; eine Art auf der Arabischen Halbinsel und eine Art auf Madagaskar.
- Kumara Medik.: Sie enthält nur zwei Arten aus der Capensis:[8]
  - Kumara haemanthifolia (Marloth & A.Berger) Boatwr. & J.C.Manning
  - Kumara plicatilis (L.) G.D.Rowley (Syn.: Aloe plicatilis (L.) Burm.f.):[9] Dieser Endemit kommt nur in der südafrikanischen Provinz Westkap vor.
- Poellnitzia Uitewaal: Sie enthält nur eine Art:
  - Poellnitzia rubriflora (L.Bolus) Uitewaal: Dieser Endemit kommt nur in der südafrikanischen Provinz Westkap vor. Er wird von manchen Autoren auch als Astroloba rubriflora (L.Bolus) Gideon F.Sm. & J.C.Manning zur Gattung Astroloba gestellt.[8]
- Trachyandra Kunth: Die etwa 50 bis 65 Arten kommen im tropischen und südlichen Afrika und auf Madagaskar vor.

Gattungshybriden (intergenerische Hybriden) sind:
- ×Algastoloba D.M.Cumming (= Aloe × Astroloba × Gasteria)
- ×Alolirion G.D.Rowley (= Aloe × Chortolirion)
- ×Aloloba G.D.Rowley (= Aloe × Astroloba)
- ×Alworthia G.D.Rowley (= Aloe × Haworthia)
- ×Astroworthia G.D.Rowley (=  Astroloba × Haworthia)
- ×Bayerara D.M.Cumming (= Aloe × Gasteria × Haworthia)
- ×Cummingara G.D.Rowley (= Gasteria × Haworthia × Poellnitzia)
- ×Gasteraloe Guillaumin (= Aloe × Gasteria)
- ×Gasterhaworthia Guillaumin (=Gasteria × Haworthia)
- ×Gastroloba D.M.Cumming (= Astroloba × Gasteria)
- ×Maysara D.M.Cumming (= Astroloba × Gasteria × Haworthia)
- ×Poellneria G.D.Rowley (= Gasteria × Poellnitzia)

### Internet
- Die Familie der Asphodelaceae bei der APWebsite. (Abschnitt Systematik und Beschreibung eingesehen im Juli 2023.)
- Uni Greifswald, Pharmazie – Asphodelaceae.

## Weiterführende Literatur
- D. S. Devey, I. Leitch, P. J. Rudall, J. C. Pires, Y. Pillon, M. W. Chase: Systematics of Xanthorrhoeaceae sensu lato, with an emphasis on Bulbine. In: Aliso. Band 22, 2006, S. 345–351.
- Ronell R. Klopper, Abraham E. van Wyk, Gideon F. Smith: Phylogenetic relationships in the family Asphodelaceae (Asparagales). In: Schumannia. Band 6, 2010, S. 9–36 (PDF-Datei).